# Estación de Torrelavega
Torrelavega, también conocida coloquialmente como la estación de Tanos, es una estación de ferrocarril situada en la localidad de Tanos, dentro del municipio español de Torrelavega, comunidad autónoma de Cantabria. Dispone de servicios de Larga y Media Distancia. Forma parte también de la línea C-1 de Cercanías Cantabria operada por Renfe. Sus instalaciones se completan con los servicios logísticos que presta la estación de Torrelavega-Mercancías.

## Situación ferroviaria
Las instalaciones se encuentran situadas en el punto kilométrico 484,853 de la línea férrea de ancho ibérico Palencia-Santander, a 82 metros de altitud. Históricamente dicho kilometraje se corresponde con el trazado Madrid-Santander por Palencia y Alar del Rey.

## Historia
La estación fue abierta al tráfico el 10 de octubre de 1858 con la apertura del tramo Los Corrales de Buelna-Santander de la línea que pretendía unir Alar del Rey con Santander. Su construcción fue obra de la Compañía del Ferrocarril de Isabel II que en 1871 pasó a llamarse Nueva Compañía del Ferrocarril de Alar a Santander ya que el acceso al trono de Amadeo de Saboya hacía poco recomendable el anterior nombre. Mientras se producía la construcción de la línea, Norte por su parte había logrado alcanzar Alar por el sur uniéndola así a su red que incluía conexiones con Madrid y que se dirigía a buen ritmo a la frontera francesa. En dicho contexto la línea a Santander era más que apetecible para la compañía que finalmente se hizo con ella en 1874. Norte mantuvo la titularidad de la estación hasta que en 1941 se decretó la nacionalización del ferrocarril en España y la misma fue integrada en la recién creada RENFE.
Desde el 31 de diciembre de 2004 Renfe Operadora explota la línea mientras que Adif es la titular de las instalaciones ferroviarias.

## La estación
Se encuentra al sureste de Torrelavega. El edificio para viajeros principalmente aunque también el resto de instalaciones fueron reformadas y modernizadas en el año 2010. Se sustituyó la cubierto, realzaron los andenes y mejorado la iluminación entre otras actuaciones. El recinto cuenta con dos andenes, uno lateral y otro central al que acceden un total de cinco vías.

## Servicios ferroviarios

### Larga Distancia
A través de sus trenes Alvia, Renfe une Santander con Madrid y Alicante.

### Media Distancia
Los trenes de Media Distancia que unen Valladolid con Santander tienen parada en la estación. La frecuencia mínima es de dos trenes diarios en ambos sentidos.

### Cercanías
Forma parte de la línea C-1 de la red de Cercanías Cantabria. De nueve a dieciséis trenes en ambos destinos unen Torrelavega con Santander. El trayecto se cubre entre 40 y 30 minutos, siendo el tiempo más bajo el realizado por los trenes CIVIS. 
En sentido contrario, el recorrido finaliza en Corrales de Buelna o Reinosa.